# Zygmunt II August

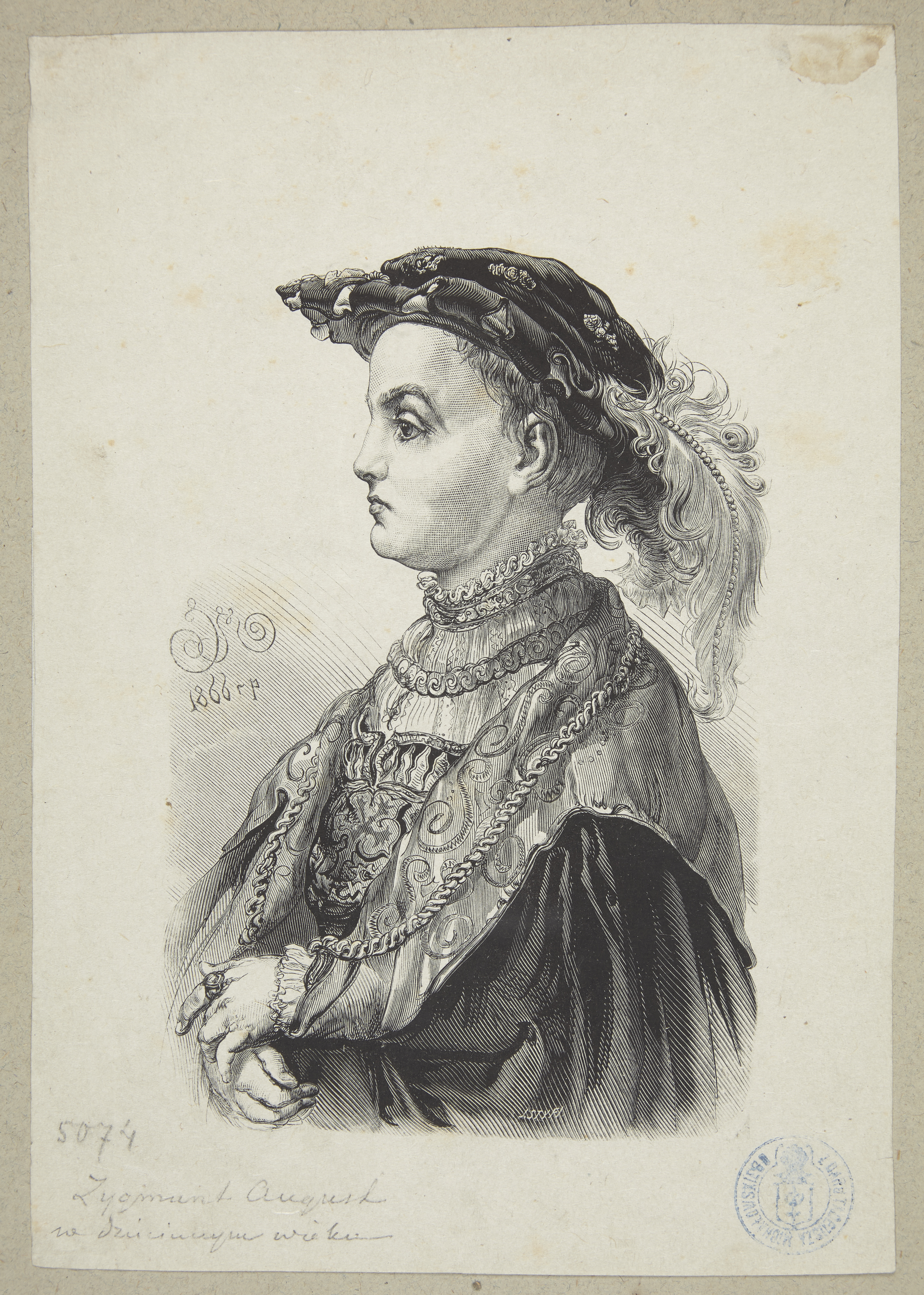
Wyobrażenie Zygmunta II Augusta jako dziecka w grafice Jana Styfiego i Jana Matejki, około 1875, Muzeum Narodowe w Krakowie

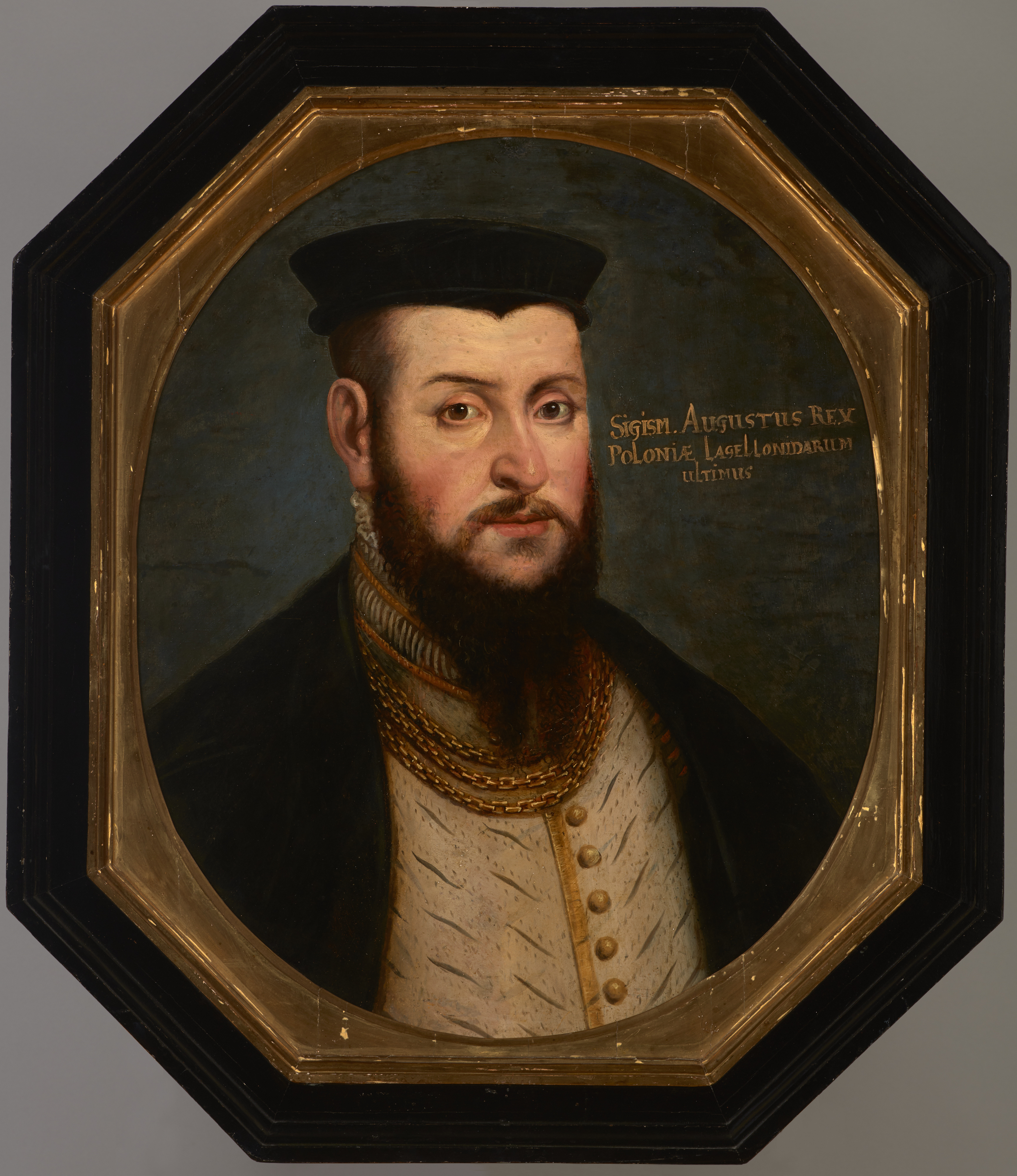

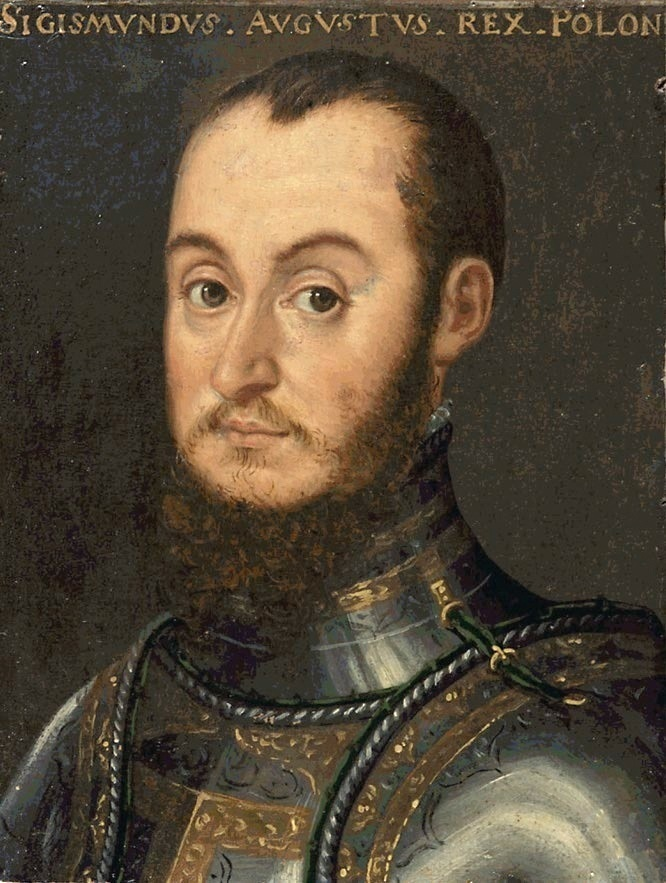

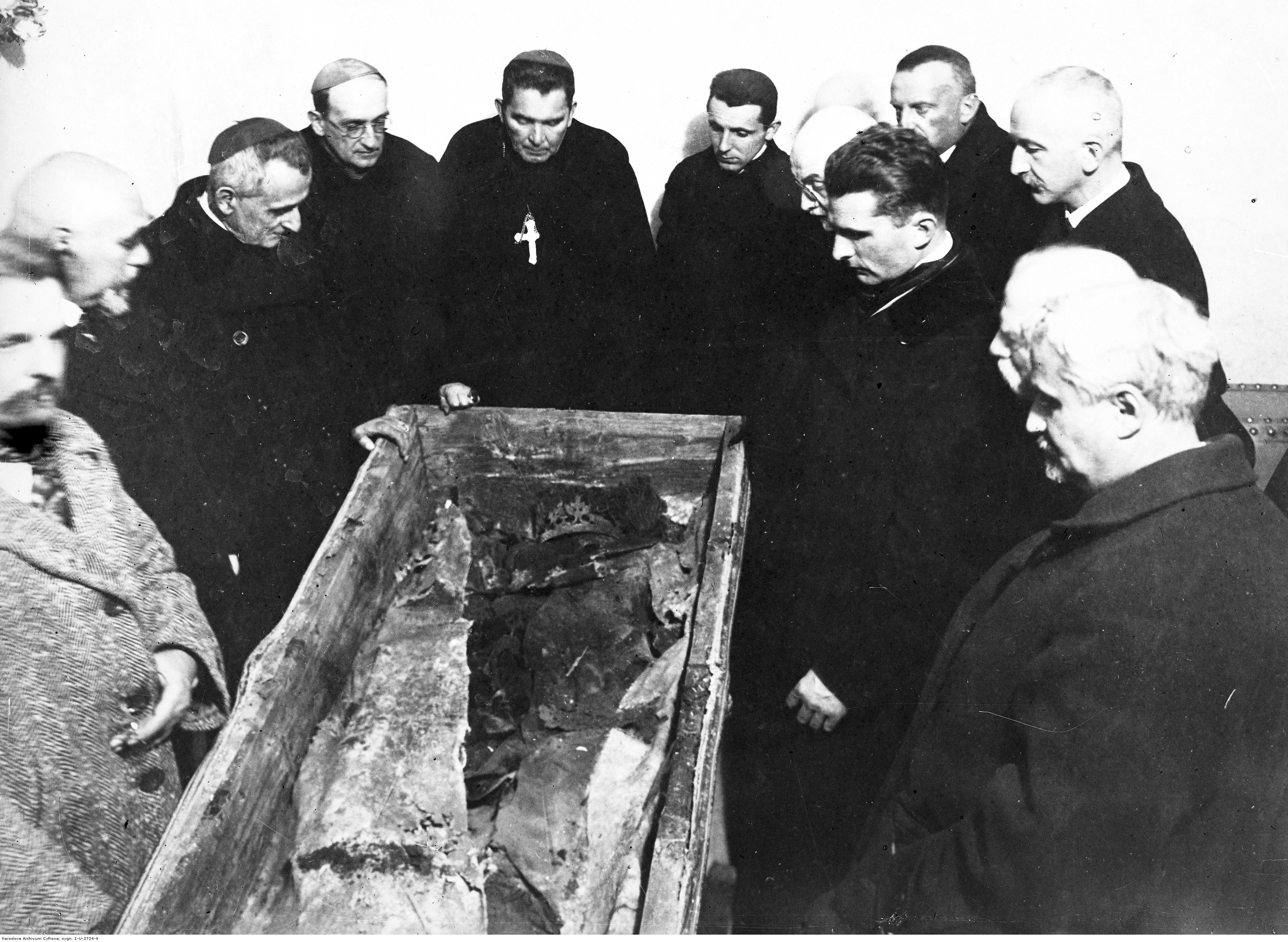
Szczątki króla wydobyte z grobowca w 1930 roku

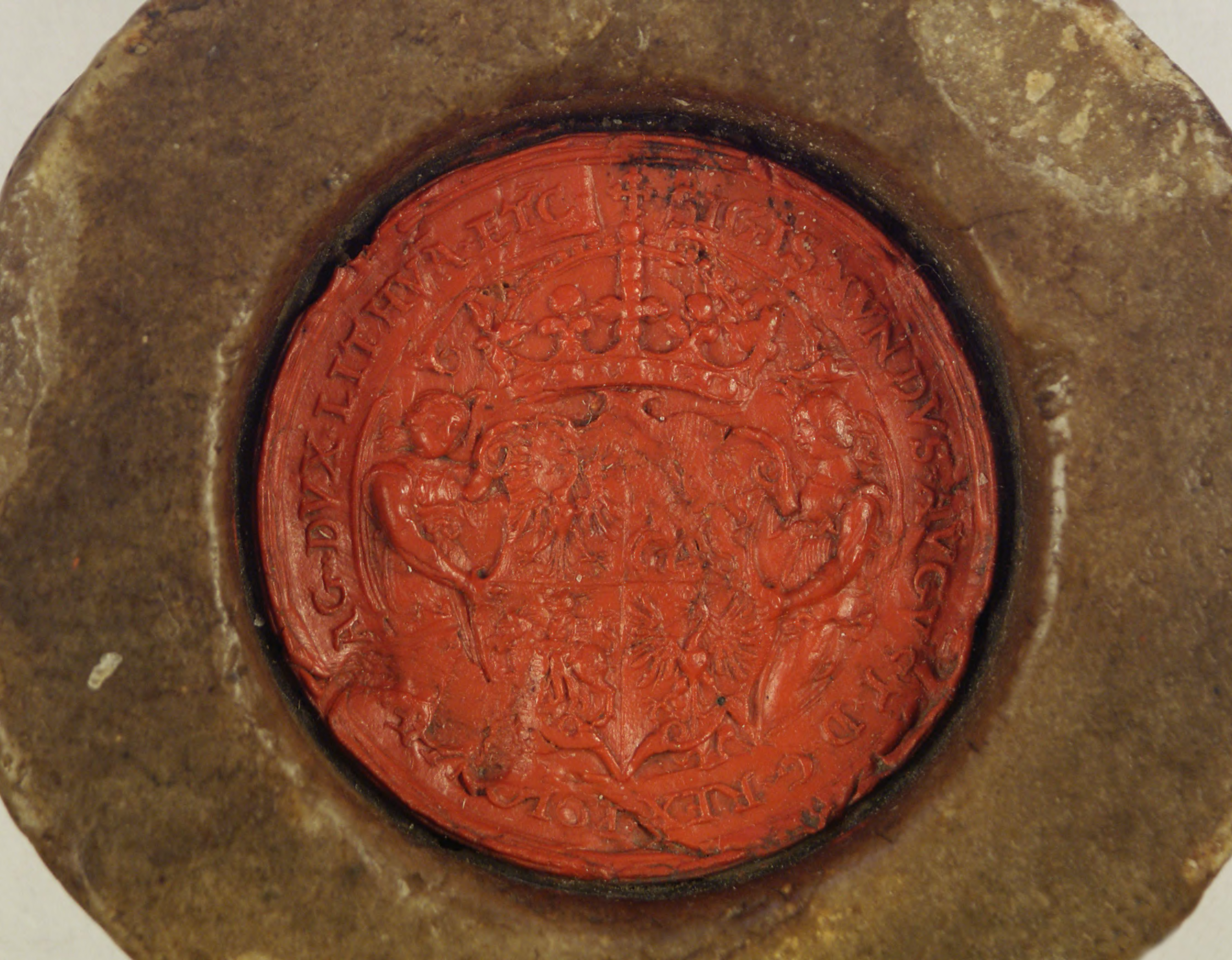
Pieczęć Zygmunta Augusta z 1553 roku

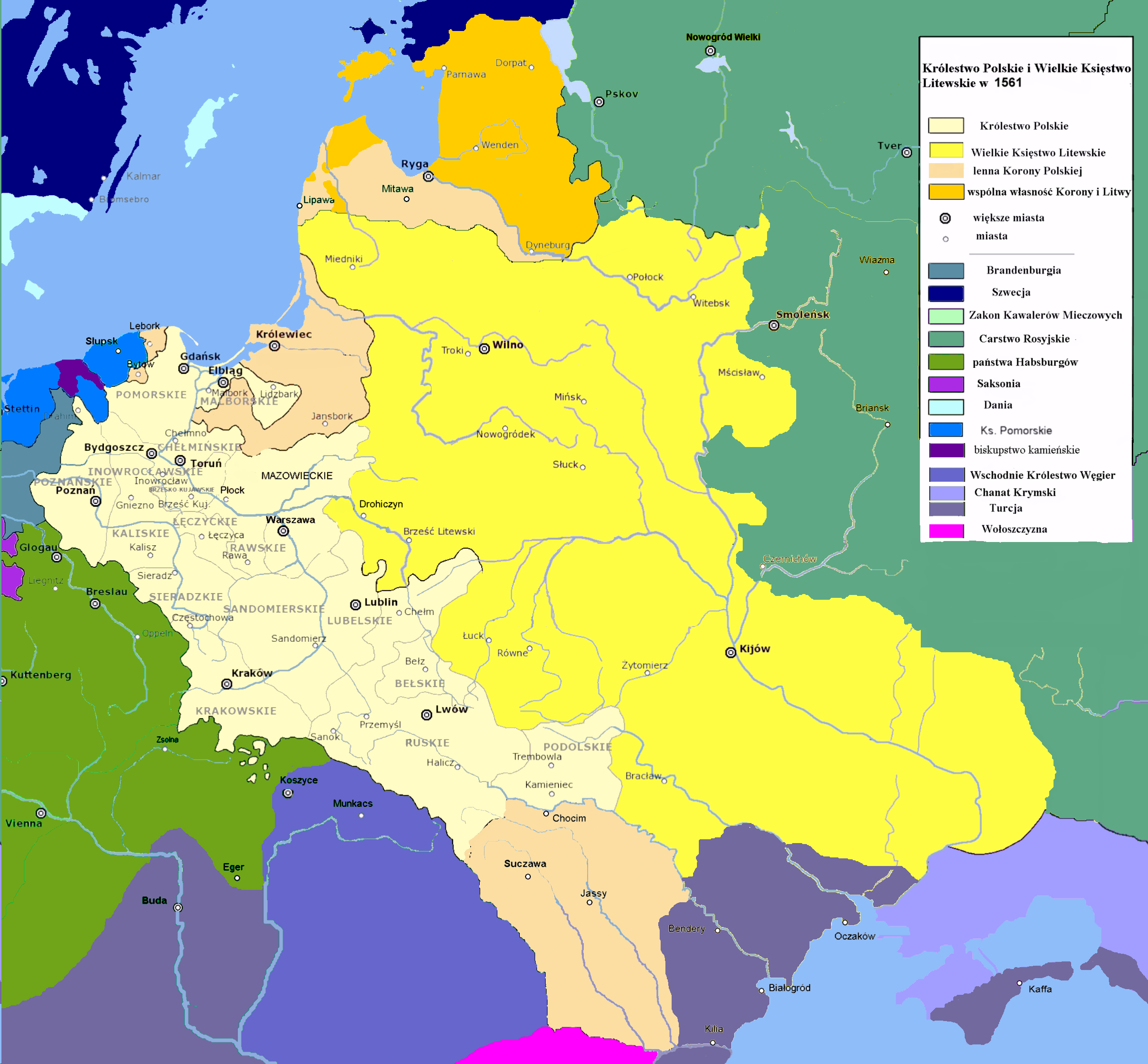
Korona Królestwa Polskiego i Wielkie Księstwo Litewskie w 1561

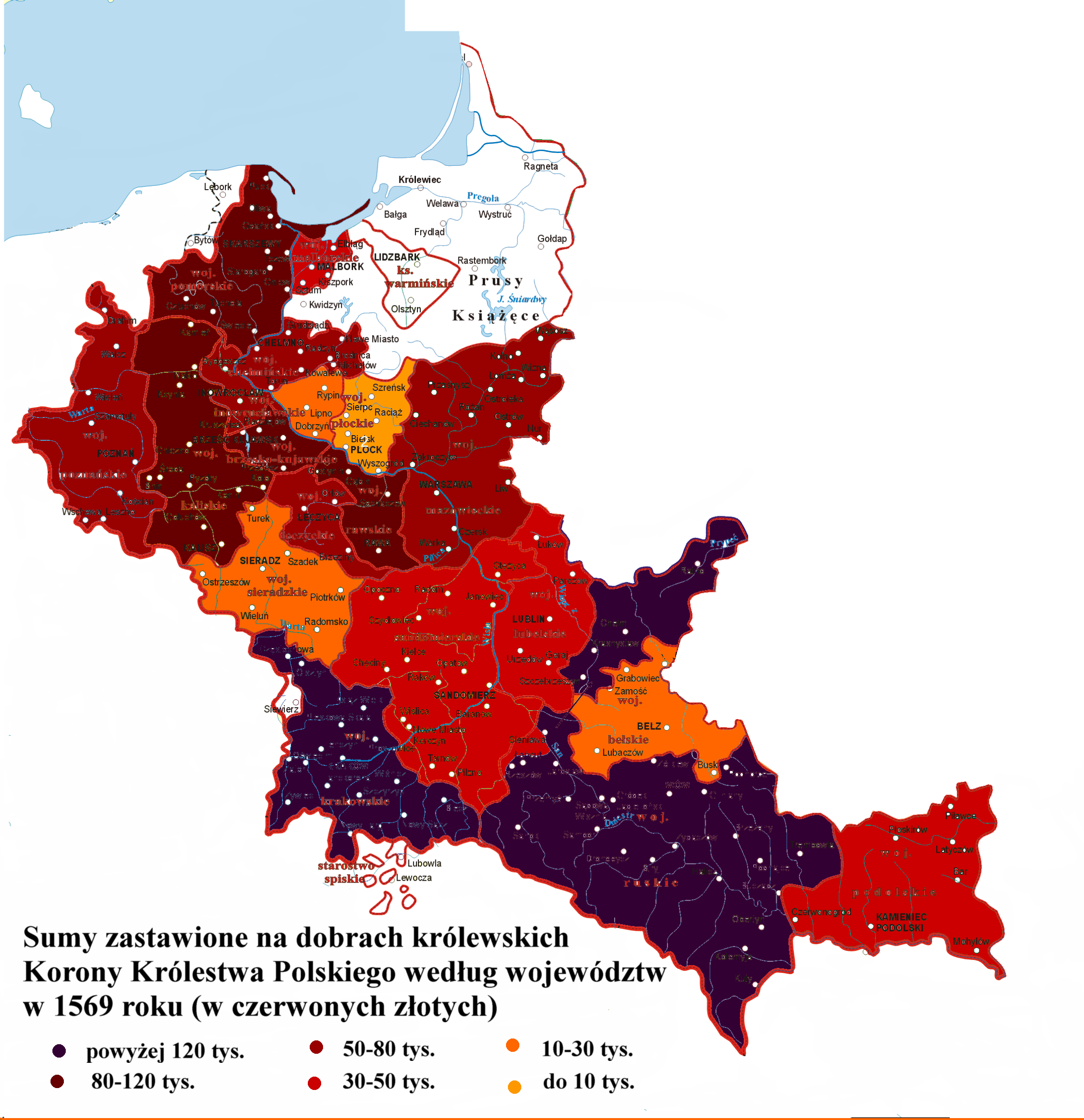
Sumy zastawione na dobrach królewskich Korony Królestwa Polskiego według województw w 1569 roku (w czerwonych złotych)

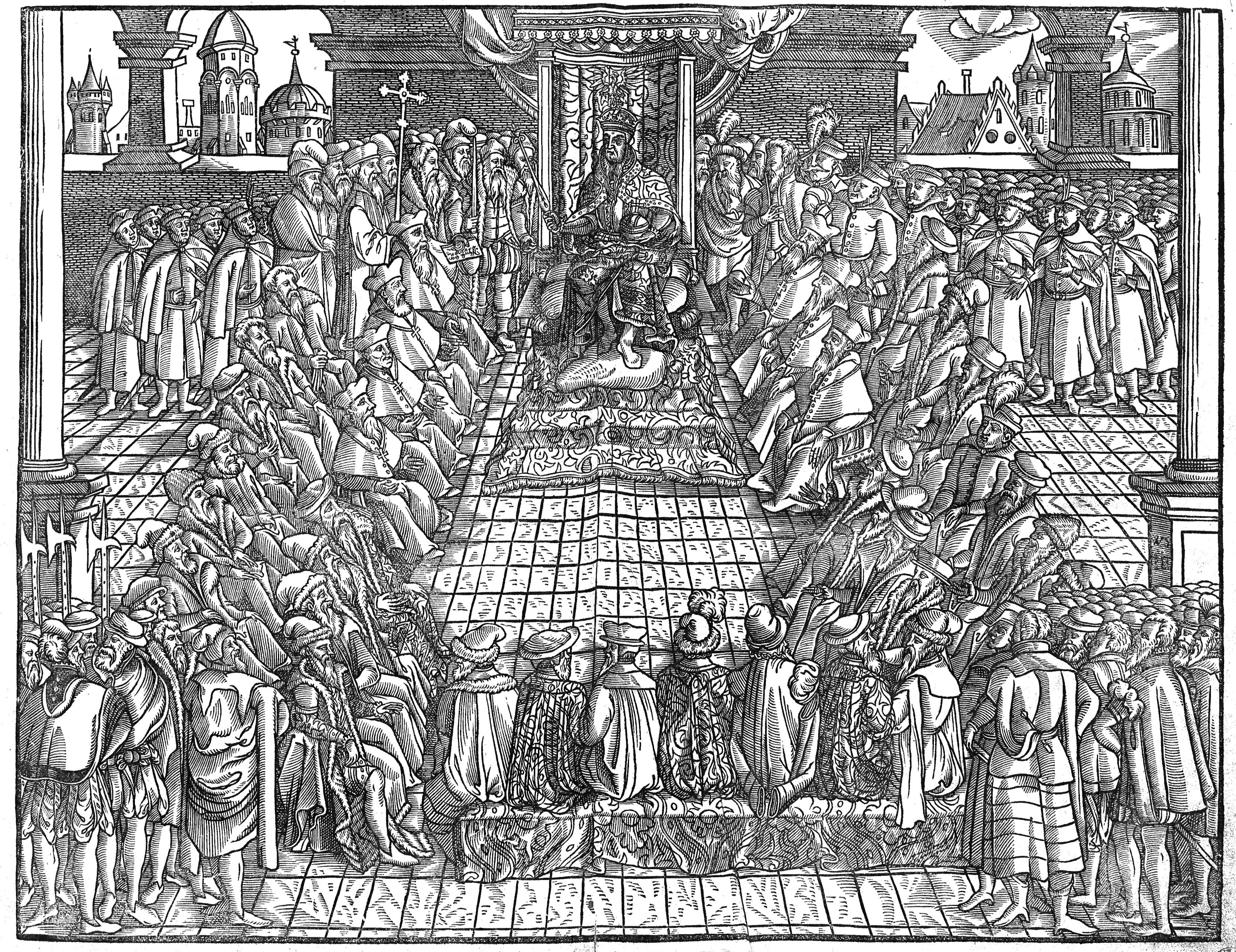
Sejm koronny za panowania Zygmunta II Augusta, grafika z dzieła Jana Herburta Statuta y Przywileie Koronne z 1570 roku

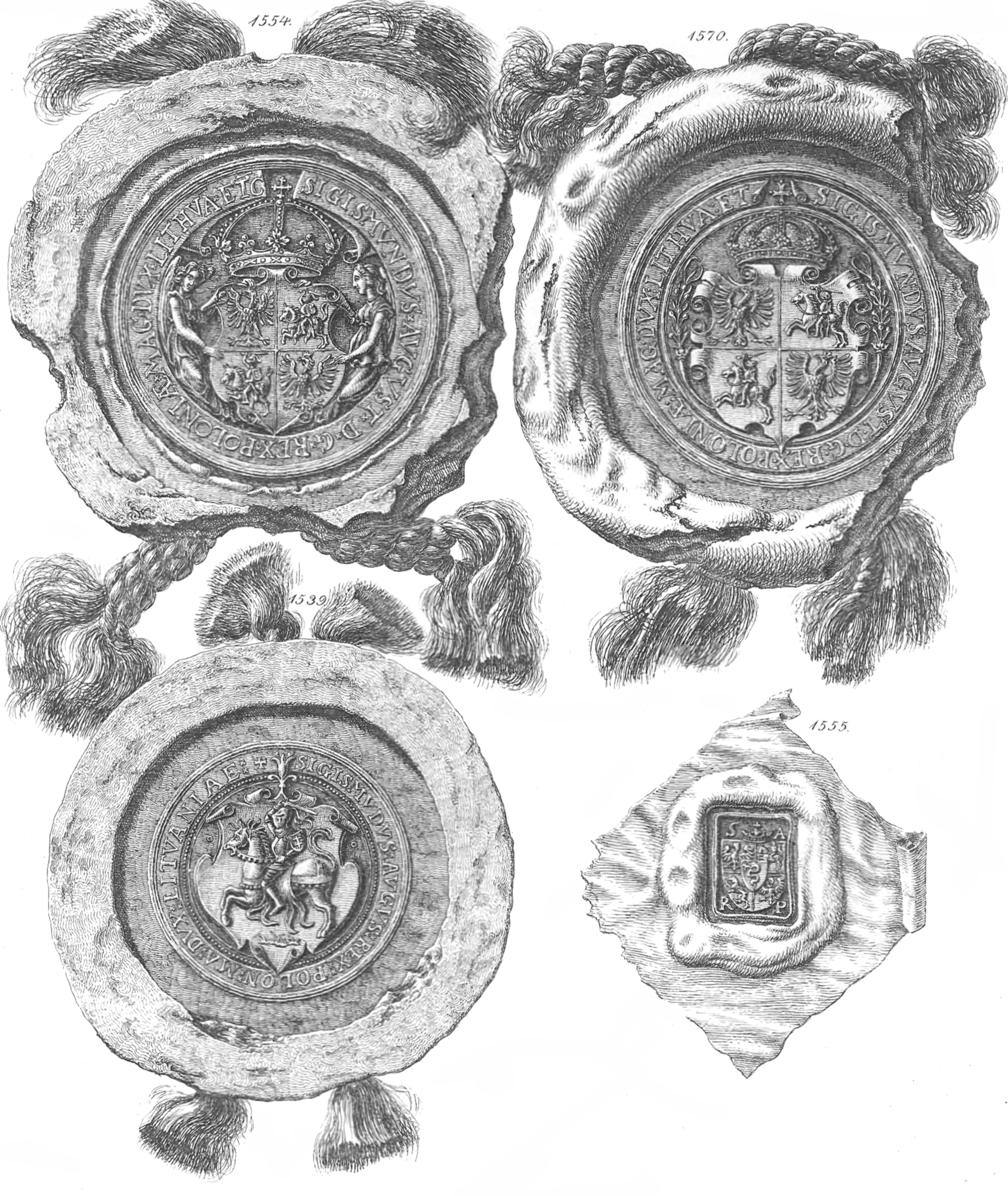
Pieczęcie Zygmunta II Augusta

Zygmunt II August (ur. 1 sierpnia 1520 w Krakowie, zm. 7 lipca 1572 w Knyszynie) – wielki książę litewski od 1529 r., król Polski od 1530 r. (do 1548 r. koregent); ostatni dziedziczny wielki książę Litwy, syn Zygmunta I Starego i Bony Sforzy, ostatni męski przedstawiciel dynastii Jagiellonów.
Z jego inicjatywy Koronę Królestwa Polskiego i Wielkie Księstwo Litewskie na mocy Unii lubelskiej połączono w jedno państwo, Rzeczpospolitą Obojga Narodów.

## Tytuł
Zygmunt August z Bożej łaski król Polski, wielki książę litewski, a także książę ziem: krakowskiej, sandomierskiej, sieradzkiej, łęczyckiej, kujawskiej, kijowskiej, ruskiej, wołyńskiej, pruskiej, mazowieckiej, podlaskiej, chełmińskiej, elbląskiej, pomorskiej, żmudzkiej, inflanckiej etc. pan i dziedzic. (łac. Sigismundus Augustus Dei gratia rex Poloniae, magnus dux Lithuaniae, nec non terrarum Cracoviae, Sandomiriae, Siradiae, Lanciciae, Cuiaviae, Kijoviae, Russiae, Woliniae, Prussiae, Masoviae, Podlachiae, Culmensis, Elbingensis, Pomeraniae, Samogitiae, Livoniae etc. dominus et haeres.).

## Panowanie

### Małżeństwa Zygmunta II Augusta
Zygmunt II August urodził się 1 sierpnia 1520 r. w Krakowie jako pierwszy i jak się później okazało, jedyny żyjący i urodzony w legalnym małżeńskim związku syn króla Zygmunta I Starego i jego drugiej żony Bony Sforzy, księżnej Bari. Od 1529 r. rezydował w Wilnie jako wielki książę Litwy. 20 lutego 1530 r. arcybiskup gnieźnieński i prymas Polski Jan Łaski koronował go vivente rege w katedrze wawelskiej na króla Polski.
W 1526 roku zginął w bitwie pod Mohaczem Ludwik II Jagiellończyk, brat Anny Jagiellonki, szwagier Ferdynanda Habsburga. Śmierć brata żony dawała mu możliwość objęcia tronu, z czego Ferdynand skorzystał, koronując się na króla Czech i Węgier. Objęcie władzy przez Ferdynanda wiązało się z otwarciem konfliktu z pretendującym do tronu Janem Zápolyą, zięciem Zygmunta I Starego. Kontakty utrudniał fakt, że zdecydowaną przeciwniczką Habsburgów była królowa Bona. W związku z tym Habsburgowie postanowili zaaranżować małżeństwo Zygmunta Augusta i Elżbiety Habsburżanki. Małżeństwo między dynastiami stwarzało nowe możliwości dyplomatyczne i ostatecznie miało na celu wzmocnienie relacji między dwiema dynastiami. W rok po urodzeniu Elżbiety zaplanowano wydanie jej za mąż. Do poznania pary doszło, gdy księżniczka miała cztery a jej przyszły narzeczony dziesięć lat. Zgodnie z ustaleniami poczynionymi przez obie strony do oficjalnych zaręczyn miało dojść, gdy księżniczka skończy siedem lat. I właśnie na tę okazję, przypadającą na 1533 rok, jej ojciec Ferdynand I, postanowił zamówić prezent zaręczynowy dla strony polskiej. Składały się na niego złocona zbroja paradna oraz dwa siodła dla przyszłego króla Polski. W hierarchii darów dyplomatycznych pełne uzbrojenie zajmowało jedno z najwyższych miejsc. W 1543 roku doszło do ślubu siedemnastoletniej Elżbiety i dwudziestotrzyletniego Zygmunta Augusta. Z zachowanych podań wynika, że uroczystość obchodzono z królewską oprawą. Liczący około tysiąca osób orszak księżniczki przybył z Wiednia i zatrzymał się pod Krakowem. Tam, w towarzystwie czterech tysięcy przedstawicieli dworu, rycerstwa i szlachty, przywitał przyszłą małżonkę Zygmunt August. Po oficjalnym przywitaniu przyszli małżonkowie wjechali uroczyście do Krakowa, a potem na Zamek Królewski na Wawelu. Następnego dnia, 6 maja 1543 roku, w katedrze na Wawelu odbył się ślub pary. Uczestnikami uroczystości weselnych było licznie zgromadzone rycerstwo, które według zwyczaju, ubrane było w paradne zbroje. Młodzi małżonkowie rezydowali w Wilnie, jednak pożycie nie było udane, głównie z powodu choroby młodej królowej – epilepsji.
Po śmierci pierwszej żony w 1545 r. zawarł dwa lata później potajemnie małżeństwo z Barbarą Radziwiłłówną, przymuszony do niego przez jej brata Mikołaja Radziwiłła Rudego i kuzyna Mikołaja Radziwiłła Czarnego. Według części opinii małżeństwo to zostało zawarte z miłości (król miał poznać Barbarę w Wilnie, długo przed ślubem, około 1544 r., i miał z nią romans jeszcze za życia żony Elżbiety). Drugie małżeństwo Zygmunta II zostało zawarte wbrew woli ojca Zygmunta I i matki Bony, a gdy zostało ujawnione, magnateria uznała je za mezalians, godzący w powagę dynastii i państwa. Mimo to Barbara została 7 grudnia 1550 r. koronowana na królową Polski. W następnym roku zmarła. Pochowana została w katedrze wileńskiej. Zygmunt ożenił się jeszcze trzeci raz w 1553 r., z księżniczką austriacką, młodszą siostrą swej pierwszej żony – Katarzyną. Zawierając to małżeństwo, miał jeszcze nadzieję na potomka i zależało mu na dziedzicznym tronie litewskim dla ewentualnego syna, okazało się jednak, jak poprzednie, bezpotomne. Problem dziedzictwa jagiellońskiego na Litwie stał się więc bezprzedmiotowy, w tej sytuacji dążono ze strony Polski do zawarcia unii realnej między Polską a Litwą, tak aby związek obu krajów został utrzymany w przyszłości. Matka króla, skłócona z dworem królewskim oraz z synem głównie z powodu jego nieudanego i bezdzietnego małżeństwa z trzecią żoną, wyjechała do Bari we Włoszech i tam w 1557 r. zmarła – otruta przez Pappacodę, zausznika hiszpańskich Habsburgów. W 1566 r. Katarzyna wyjechała z Polski do Austrii, jak się okazało już na zawsze, ponieważ zmarła tam kilka miesięcy przed swoim mężem. Zygmunt II August zmarł pod koniec 52. roku życia.
| Obraz | Imię                   | Data urodzenia | Data śmierci | Data zawarcia małżeństwa |
| ----- | ---------------------- | -------------- | ------------ | ------------------------ |
|       | Elżbieta Habsburżanka  | 1526           | 1545         | 1543                     |
|       | Barbara Radziwiłłówna  | 1520/1523      | 1551         | 1547                     |
|       | Katarzyna Habsburżanka | 1533           | 1572         | 1553                     |

### Polityka
W 1557 przeprowadził udaną demonstrację zbrojną, tzw. wyprawę poswolską, w wyniku której zmusił inflancką gałąź zakonu krzyżackiego do jednoznacznego opowiedzenia się po stronie polsko-litewskiej w jej konflikcie z Carstwem Rosyjskim. 14 września 1557 podpisano traktat pozwolski.
W 1561 do Polski przyłączone zostały jako lenno Inflanty, od XIII w. opanowane przez Krzyżaków gałęzi inflanckiej. Ostatni wielki mistrz tego zakonu, Gotthard Kettler, został lennikiem Polski z utworzonego świeckiego Księstwa Kurlandii i Semigalii. Rozpoczęła się wtedy I wojna północna o panowanie nad Bałtykiem (1563–1570). Między innymi z uwagi na problemy związane z ciężką wojną o Inflanty, prowadzoną z carem Rosji Iwanem IV, król Zygmunt II August, szukając szerszego wsparcia wśród szlachty, zdecydował się na wprowadzenie postulowanych przez nią reform, m.in. podatkowych, gospodarczych i utworzenie stałego wojska. Skarb państwa zasiliła zwłaszcza tzw. egzekucja dóbr, tj. zwrot części majątków rozdanych magnatom.
W październiku 1562 roku wydał za Jana Wazę (ówcześnie młodszego brata króla Szwecji) swoją siostrę Katarzynę, która w 1569 roku została królową Szwecji.
Na sejmie w Warszawie 13 marca 1564 roku odstąpił Koronie Królestwa Polskiego swoje prawa sukcesyjne w Wielkim Księstwie Litewskim.
W czasie konfliktu z Gdańskiem, powołał Komisję Morską. Wymusił od Gdańska odszkodowanie i przekazywanie cła palowego. W 1570 roku rozpoczęto budowę pierwszego okrętu królewskiego „Smok”.
W sprawach wiary Zygmunt August zajmował długo postawę dwuznaczną, utrzymywał na swoim dworze kaznodziejów protestanckich i otaczał się protestantami. W 1555 roku posiadająca przewagę w izbie poselskiej szlachta protestancka wysunęła na sejmie w Piotrkowie postulat utworzenia polskiego kościoła narodowego, niezależnego od papieża. Wzorem Anglii jego głową miał zostać sam władca. Król popierał ten projekt do czasu, gdy potrzebował wsparcia obozu średniej szlachty przeciwko magnatom. Już jednak w 1564 roku całkowicie z niego zrezygnował, ulegając perswazji nuncjusza Giovanniego Francesca Commendonego. Król wraz z Senatem przyjął z rąk Commendonego księgę ustaw soboru trydenckiego na sejmie w Parczewie 7 sierpnia 1564 roku.
W 1568 r. Zygmunt II August zaciągnął od księstwa pomorskiego pożyczkę na kwotę 100 000 talarów, którą jego następcy uważali za osobiste zobowiązanie króla i nie poczuwali się do jej spłaty.

### Korona i Litwa

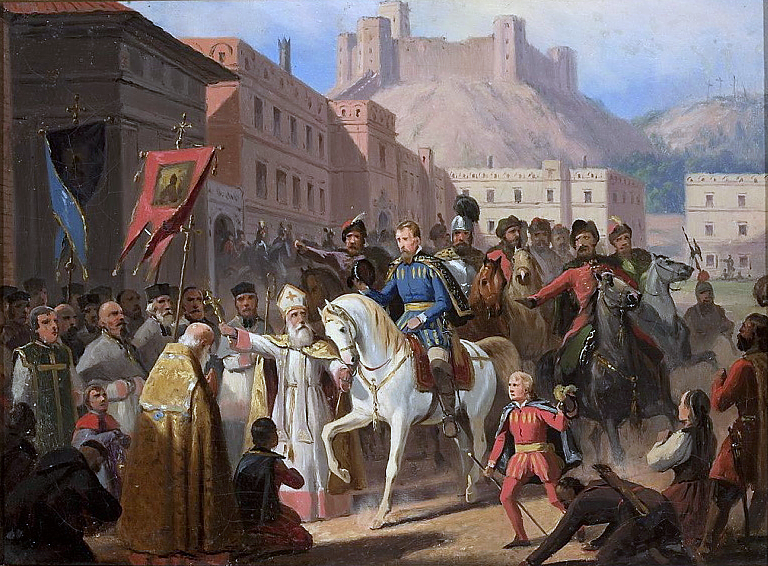
Biskup wileński Paweł Algimunt Holszański wzbrania królowi Zygmuntowi II Augustowi wstępu do kościoła protestanckiego w Wilnie, obraz pędzla Januarego Suchodolskiego z 1848 roku

Wobec braku zgody szlachty na podwyższenie podatków Zygmuntowi Augustowi nie udało się zrealizować wszystkich zamierzonych reform, w tym zwiększenia stanu wojska. Pozytywnie natomiast przebiegła unifikacja państwa. Objęła część ziem Śląska, Mazowsza i Prus Królewskich, zaś przede wszystkim 1 lipca 1569 w Lublinie zawarta została unia, która połączyła ostatecznie Koronę Królestwa Polskiego i Wielkie Księstwo Litewskie w jedno państwo – Rzeczpospolitą Obojga Narodów, ze wspólnym królem, sejmem, pieniądzem i polityką zagraniczną. Odrębne pozostały prawa, wojsko, skarb i urzędy. Podlasie, Wołyń, Kijowszczyzna znalazły się w Koronie. Unia przyspieszyła rozwój gospodarczy, społeczny i kulturalny Wielkiego Księstwa Litewskiego, prowadziła do asymilacji politycznej szlachty litewskiej i ruskiej oraz rozszerzała wpływy kultury polskiej aż na państwo rosyjskie.
W lipcu 1570 zwołał do Szczecina kongres pokojowy, który zakończył się 13 grudnia podpisaniem pokoju w Szczecinie, kończącego I wojnę północną.
Potwierdzono stan posiadania stron walczących, Rzeczpospolita zachowała Księstwo Kurlandii i Semigalii oraz znaczną część Inflant.
Za panowania Zygmunta II Augusta miał miejsce rozkwit literatury i sztuki renesansowej. Od jego imienia pochodzi nazwa miasta Augustów.
Zygmunt II August zmarł w 1572 w Knyszynie, jako ostatni polski monarcha z linii męskiej dynastii jagiellońskiej. Kolejnym królem polskim, wybranym przez sejm elekcyjny, był Henryk Walezy (panował 1573–1574).

### Uroczystości żałobne i pogrzebowe
Pogrzeb Zygmunta Augusta odbył się z zachowaniem wyjątkowego ceremoniału. Po mszy żałobnej odprawionej w kaplicy zamku w Tykocinie, kondukt pogrzebowy wyruszył do Krakowa. Ciało zmarłego wyprowadziło dwudziestu czterech dworzan odzianych w żałobne kaptury, ze świecami w rękach, oraz ubodzy w kapach i za świecami. Dalej postępowała procesja złożona ze stu ubogich z zapalonymi świecami, a za nimi księża i kapelani królewscy. Za nimi jechał chorąży na czarno okrytym koniu. Dalej prowadzono czarnego konia z herbami królewskimi, za którym jechało dwóch chłopców z puklerzami. Następnie jechał wóz z ciałem monarchy, przykryty czarnym suknem i zaprzężony w konie także okryte czarnym suknem. Za karawanem postępowali dostojnicy państwowi ze swoimi pocztami. W mijanych miejscowościach orszak witano salwami z dział i broni ręcznej. W nocy przy marach stawiano straż składającą się z dwóch komorników królewskich, ośmiu drabantów, dwóch dworzan i dwóch jurgieltników. W Warszawie kondukt żałobny witało dwustu ubogich i sześćdziesięciu dworzan ze świecami w dłoniach oraz przedstawiciele wszystkich cechów rzemieślniczych. Niesiono 10 mar przybranych złotogłowiem i aksamitem. Ciało wprowadzali biskupi i opaci. Poprzedzały je oznaki królewskiej władzy i chorągiew nadworna. Starym zwyczajem rozdawano pieniądze ubogim. Wygłoszono też cztery mowy okolicznościowe. W Krakowie na orszak oczekiwali w Bramie Floriańskiej posłowie dworów zagranicznych, biskupi, opaci i cechy, z trzydziestoma marami pokrytymi złotogłowiem. Byli również chorążowie w zbrojach pokrytych czarnym suknem, którzy postępowali według starszeństwa reprezentowanych przez siebie ziem. Było też 30 koni przykrytych jedwabiem, żacy, sześciuset ubogich w kapach i duchowieństwo. Prowadzono następnie konia okrytego czarnym aksamitem, a dalej, za królewskimi marami, jechał rycerz w zbroi na koniu w czerni, z gołym mieczem skierowanym ostrzem ku ziemi. Za nim postępował chłopiec w zbroi, z tarczą, kopią i proporcem także spuszczonym ku ziemi, na którym przedstawiony był Orzeł i Pogoń – herby Obojga Narodów Rzeczypospolitej. Po nich podążał rycerz w stroju królewskim, za nim dostojnicy niosący znaki królewskie i sześćdziesięciu dworzan ze świecami. Orszak zamykała Anna Jagiellonka ze swoim dworem, prowadzona przez zagranicznych posłów, oraz radni miasta Krakowa. W takiej asyście odprowadzono ciało zmarłego króla na Wawel.
W dniu następnym dokonano tradycyjnego obchodu miasta z pustymi marami, nawiedzając kościół św. Franciszka, św. Anny, św. Szczepana i św. Trójcy, a następnie powrócono na Wawel. Nazajutrz rozpoczęły się uroczystości w katedrze. We wszystkich krakowskich kościołach bito w dzwony. Biskup wygłosił kazanie, a podczas śpiewania Ojcze nasz do świątyni wjechał rycerz przedstawiający osobę zmarłego króla, który rzucił się z konia na posadzkę przy marach, symbolizując tym śmierć króla. Odbyło się też tradycyjne łamanie pieczęci państwowych (kanclerskiej i podskarbiowskiej) oraz przenoszenie z mar na ołtarz insygniów koronacyjnych. Na posadzkę rzucono hełm, tarczę, miecz i kopię.
Zachował się dokładny opis ubioru Zygmunta Augusta do trumny. Tak więc ciało króla owinięto ceratą (płótno woskowe) i włożono na nie koszulę z płótna flamandzkiego, a na koszulę giermak z czerwonego adamaszku, spięty sznurem złotym, opasującym ciało. Na to wdziano albę z białej kitajki, a na nią dalmatykę ze złotogłowiu. Stroju dopełniał płaszcz z altembasu. Na szyi zawieszono łańcuch z krzyżem wysadzanym diamentami i rubinami, na palce włożono dwa pierścienie: szmaragdowy i szafirowy. Ręce okryto jedwabnymi rękawiczkami i blachownicami, a na nogi wdziano buty złotogłowiowe i pozłacane ostrogi. Do boku przypasano miecz w srebrnej pochwie, a obok złożono berło i jabłko. Na głowę włożono biret z czerwonego atłasu, a następnie koronę. Na piersiach złożona została srebrna pozłacana tabliczka z łacińskim napisem informującym, kto spoczywa w trumnie. Sama trumna była obita wewnątrz czarnym aksamitem.
Pogrzeb Zygmunta II Augusta był ostatnim tak wielkim obrzędem żałobnym w przedrozbiorowej Polsce.

### Mecenat

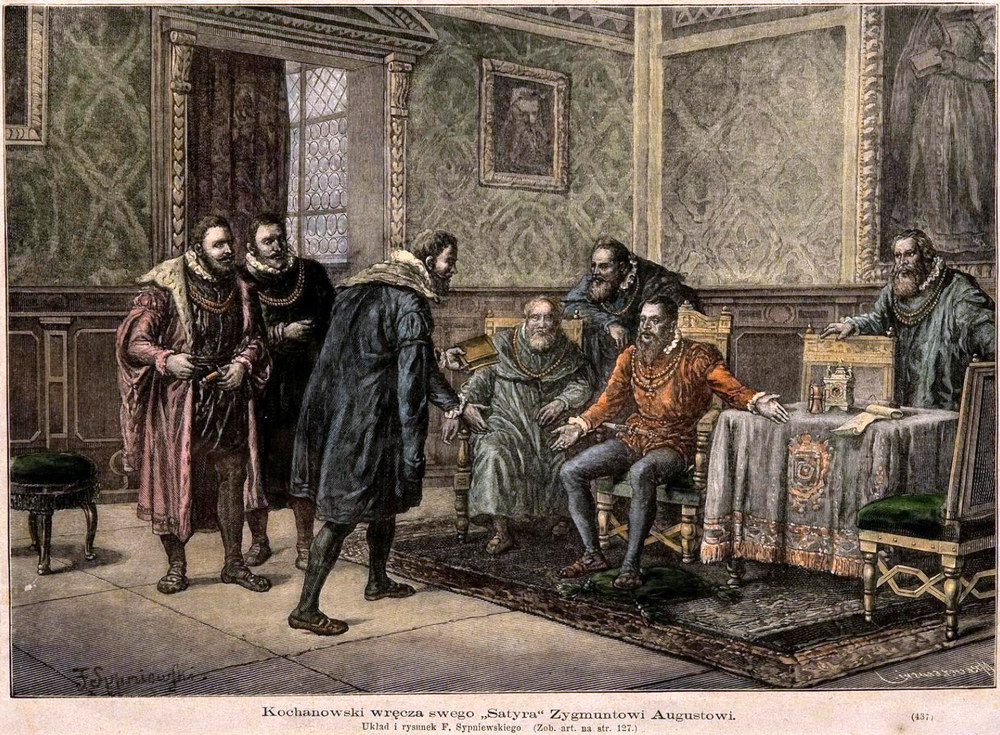
Jan Kochanowski wręcza Satyra Zygmuntowi Augustowi; rysunek Feliksa Sypniewskiego w „Tygodniku Ilustrowanym” (1884)

Na polecenie króla zmodernizowano w latach 1544–1547 Stary Zamek w Kamieńcu Podolskim. W 1544 dobudowano na Zamku Dolnym w Wilnie renesansowe skrzydło zwane Pałacem Nowym (Giovanni Cini), obecnie niezachowane. W latach 1551–1568 przebudowano w stylu renesansowym zamek w Niepołomicach. Po 1549 roku rozbudowany został przez Hioba Bretfusa zamek w Tykocinie (obecnie w odbudowie) oraz dwór królewski w Knyszynie (niezachowany).
W 1568 roku zaczął być budowany Most Zygmunta Augusta w Warszawie (ukończony po jego śmierci).

## Upamiętnienie

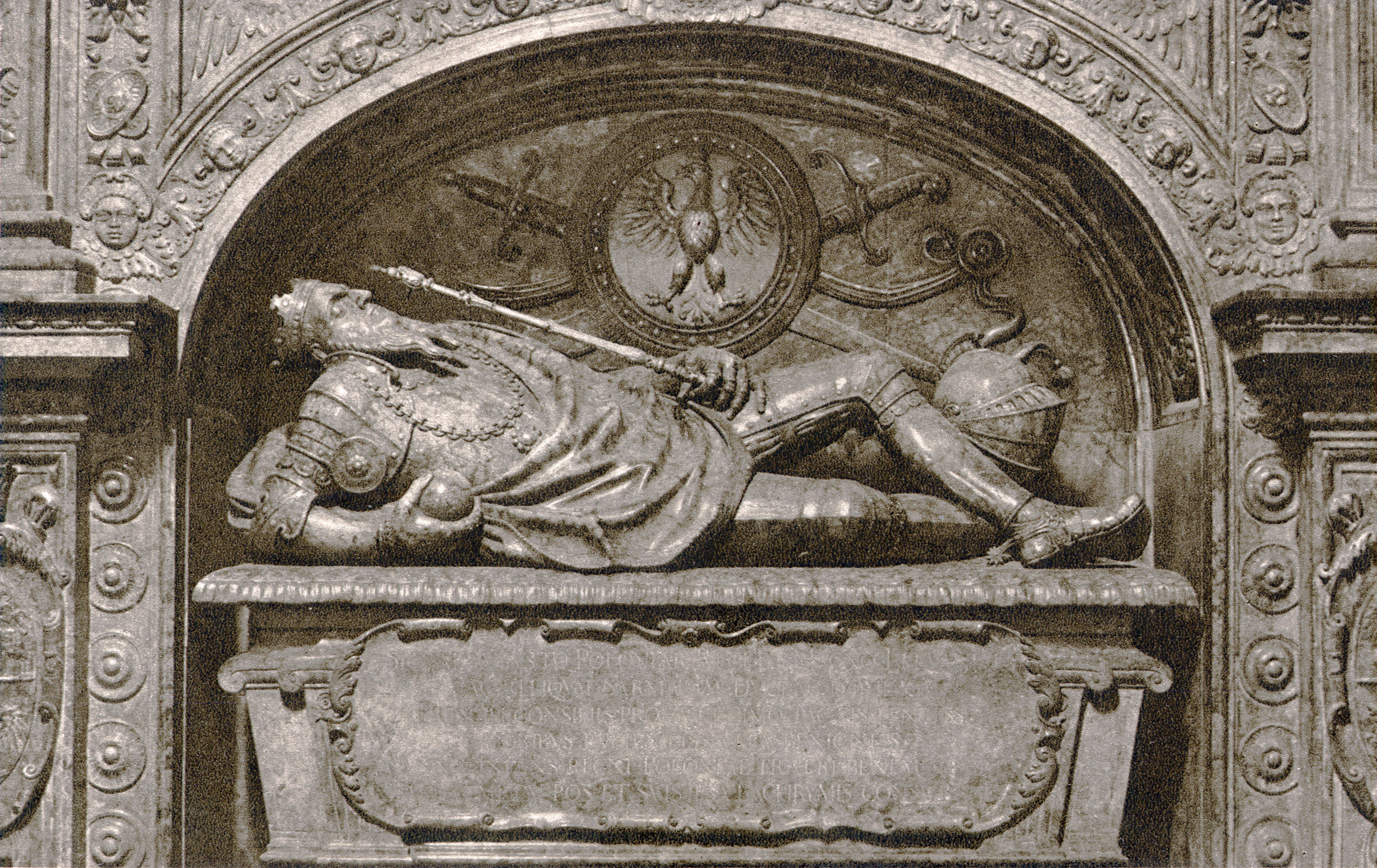
Nagrobek Zygmunta II Augusta, powstał po 1572 r., z fundacji siostry Anny

- Pomnik Zygmunta Augusta w Parku Strzeleckim w Krakowie przy ul. Lubicz. Monument wzniesiono z fundacji Bractwa Kurkowego w 1883 r. Jego projektodawcą był Walery Gadomski, a wykonawcą jego uczeń Michał Korpal. Na wielobocznym postumencie o szerszej podstawie stoi naturalnej wielkości posąg króla wspartego na czworobocznej kolumnie ozdobionej herbem. Umieszczony na postumencie napis głosi: Zygmunt August Król Polski W. Książę Litewski. Na płaszczyznach bocznych u nasady cokołu widnieją daty: 1565 i 1883[10].
- Pomnik Zygmunta Augusta w Knyszynie na Rynku. Odsłonięty w 1997 r. w 425 rocznicę śmierci króla w Knyszynie. Powstał z inicjatywy ks. Alfreda Ignatowicza – proboszcza i dziekana knyszyńskiego. Projektodawcą pomnika był Jarosław Perszko. Składa się z dwóch części: postaci króla oraz zegara słonecznego z tablicami pamiątkowymi upamiętniającymi m.in. podpisanie przez króla w 1567 r. w Knyszynie ustawy leśnej[11]. Pomnik króla Zygmunta Augusta w Knyszynie

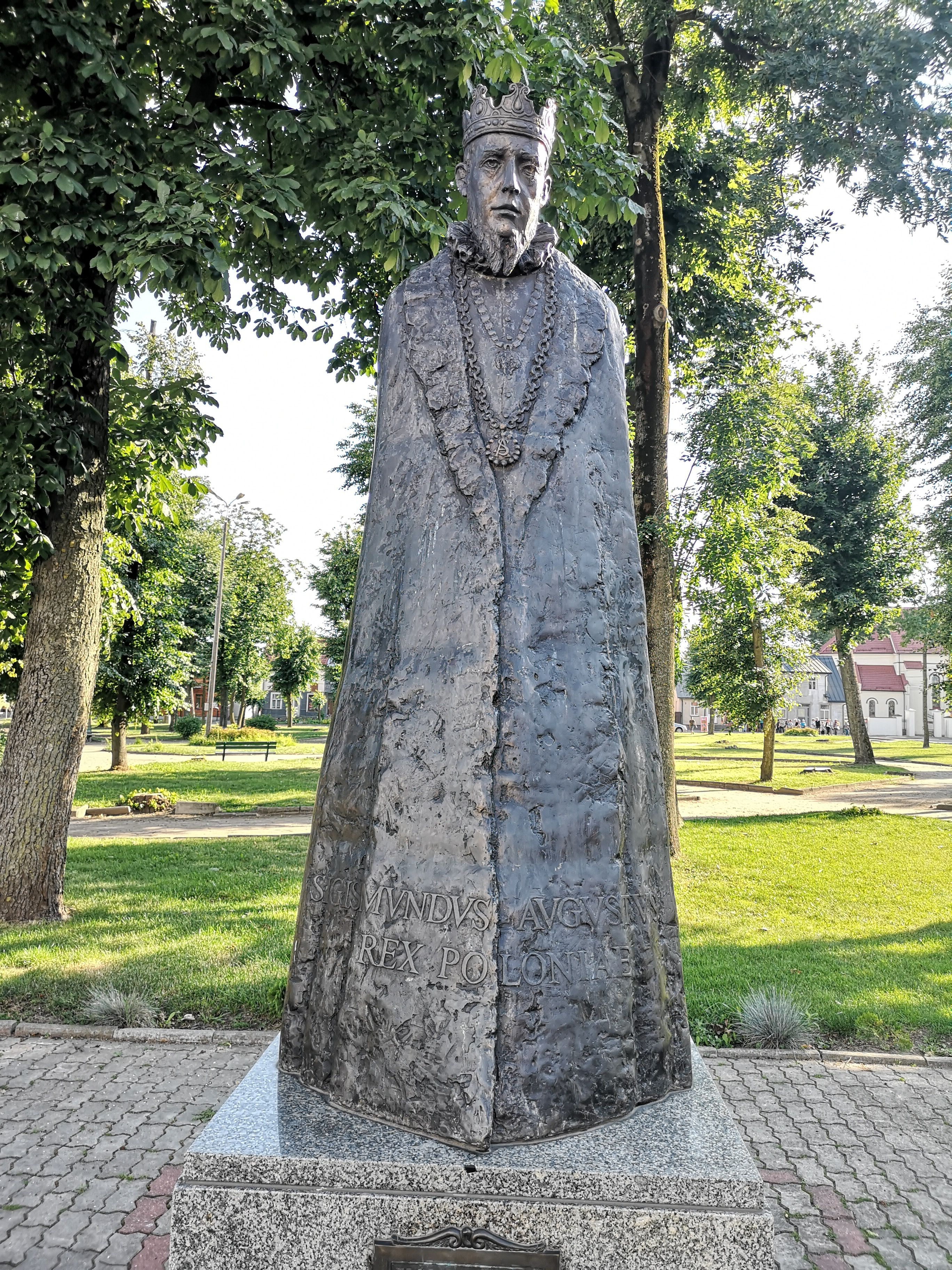
Pomnik króla Zygmunta Augusta w Knyszynie

- Kolumna Zygmunta Augusta na Rynku Zygmunta Augusta – w centrum Augustowa. Ufundowano ją w 450. rocznicę nadania praw miejskich, w 2007 r.[12] Po warszawskiej jest drugą królewską kolumną w Polsce.
- Most Zygmunta Augusta – drewniany most przez Wisłę znajdujący się w latach 1573–1603 w Warszawie[13].
- Posąg Zygmunta Augusta – w koronie i złotej zbroi umieszczono 1561 roku na szczycie wieży ratusza Głównego Miasta gdańskiego. Posąg autorstwa niderlandzkiego artysty Dirka Danielsa istnieje po wielu rekonstrukcjach do dziś[14]
- Jezioro Zygmunta Augusta – sztuczny zbiornik wodny na skraju Puszczy Knyszyńskiej, obok wsi Czechowizna, około 4 km na północ od Knyszyna, wybudowany za panowania króla przez spiętrzenie rzeki Nereśl[15].

## Zygmunt II August w kulturze

### W filmie
Król Zygmunt II August jest jednym z głównych bohaterów polskiego serialu historycznego Królowa Bona z 1980 r. w reżyserii Janusza Majewskiego. W jego postać wcielił się Jerzy Zelnik.

### W literaturze
Zygmunt August jest głównym bohaterem dramatów: Lucjana Rydla, Józefa Wybickiego oraz Stanisława Wyspiańskiego.

## Galeria

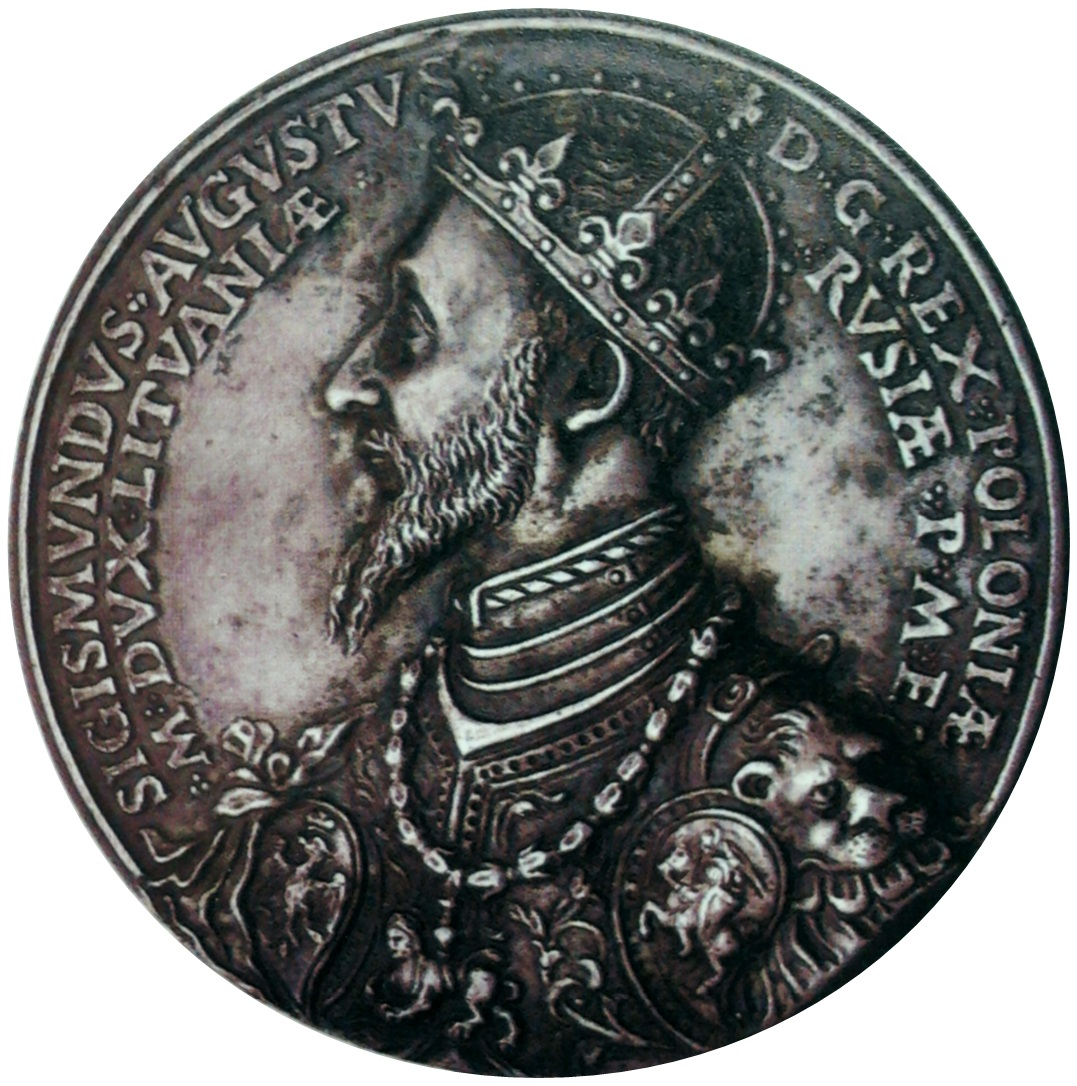
Jacopo Caraglio, Medal Zygmunta Augusta
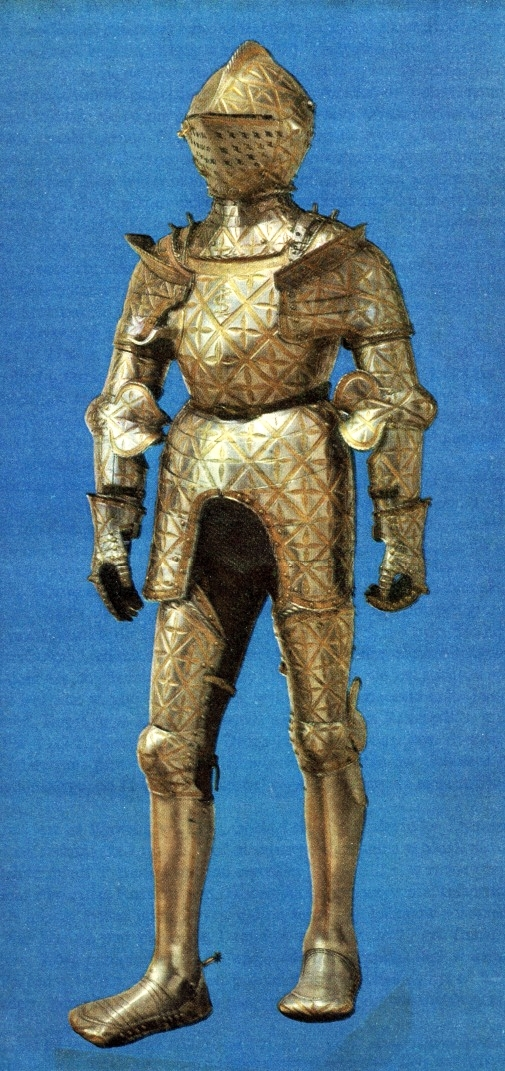
Zbroja dziecięca Zygmunta Augusta z 1533 r.
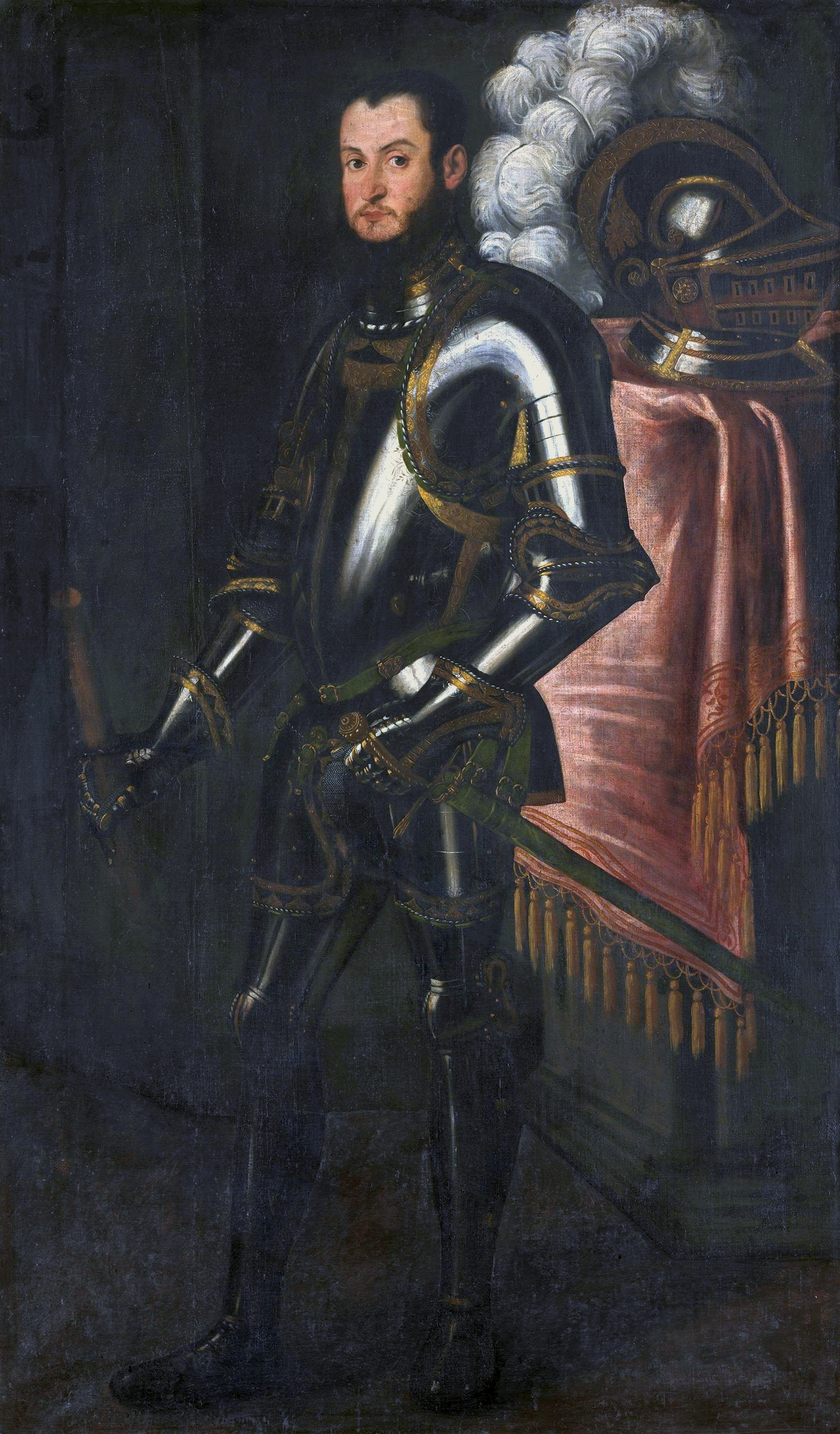
Portret króla Zygmunta II Augusta w zbroi, anonimowego autorstwa z lat 50. XVI w.
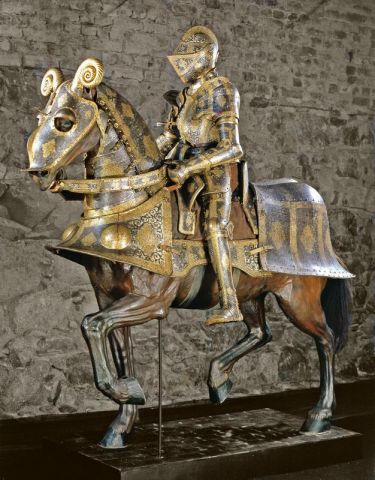
Zbroja paradna Zygmunta Augusta roboty Kunza Lochnera z połowy XVI w.
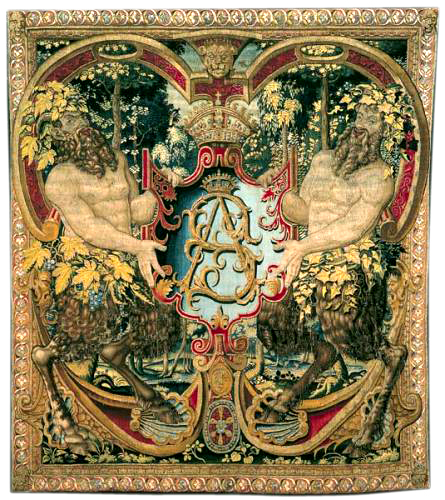
Arras z królewskimi monogramami S.A. (Sigismundus Augustus), 1555 r.
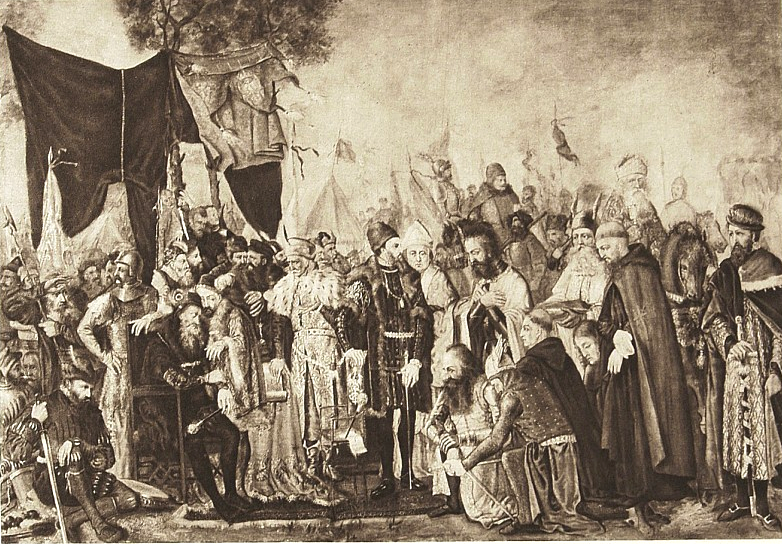
Hołd krzyżaków gałęzi inflanckiej w Pozwolu 1557 r., obraz Maurycego Gottlieba, XIX w.
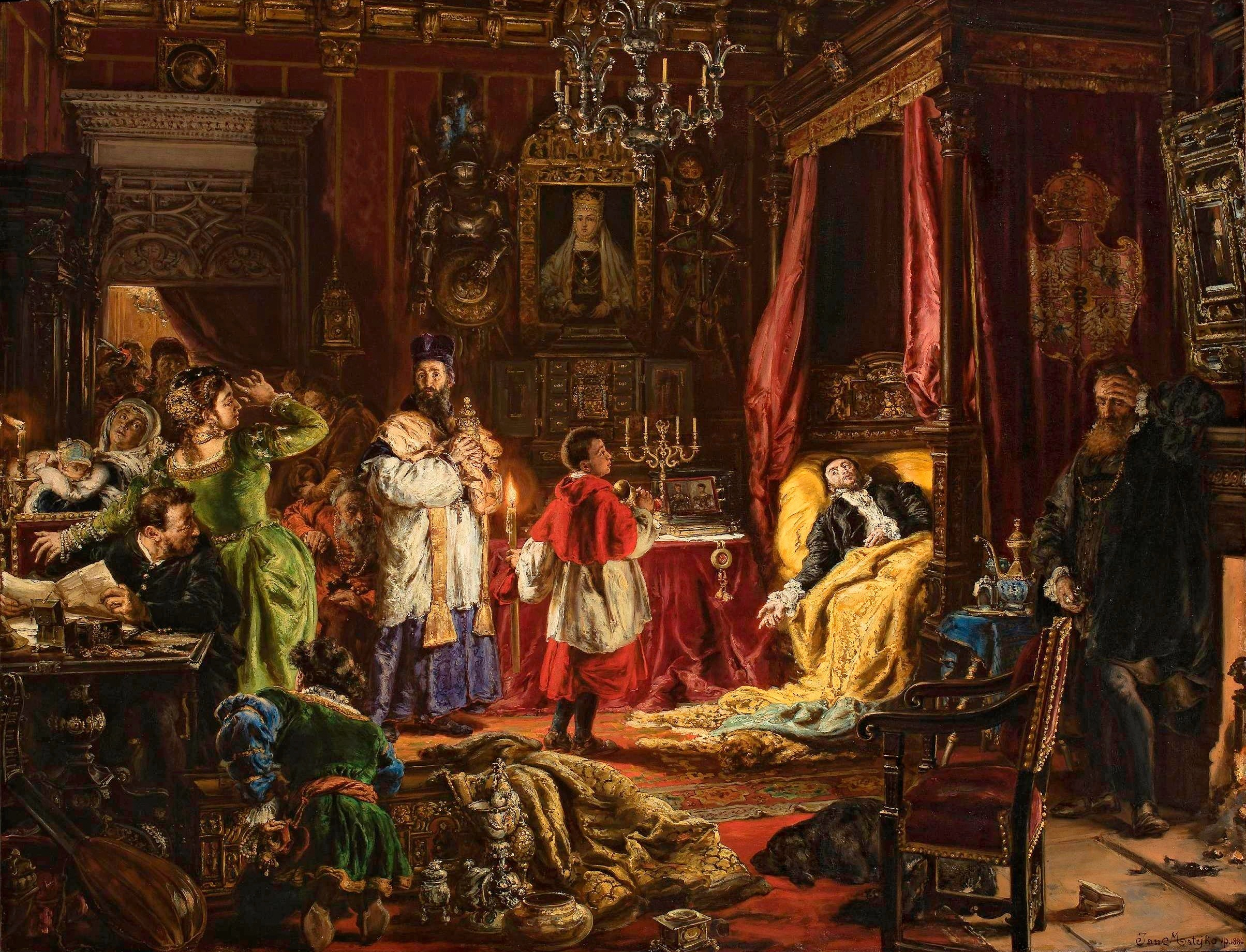
Śmierć Zygmunta Augusta w Knyszynie, Jan Matejko, XIX w.

## Genealogia
| Kazimierz IV Jagiellończyk ur. 30 XI 1427 zm. 7 VI 1492 | Kazimierz IV Jagiellończyk ur. 30 XI 1427 zm. 7 VI 1492 |                                            |                                            | Elżbieta Rakuszanka ur. 1436 zm. 30 VIII 1505 | Elżbieta Rakuszanka ur. 1436 zm. 30 VIII 1505 |  |  | Gian Galleazzo Sforza ur. 20 VI 1469 zm. 21 X 1494 | Gian Galleazzo Sforza ur. 20 VI 1469 zm. 21 X 1494 |                                          |                                          | Izabela Aragońska ur. 2 X 1470 zm. 1 II 1524 | Izabela Aragońska ur. 2 X 1470 zm. 1 II 1524 |
|                                                         |                                                         |                                            |                                            |                                               |                                               |  |  |                                                    |                                                    |                                          |                                          |                                              |                                              |
|                                                         |                                                         |                                            |                                            |                                               |                                               |  |  |                                                    |                                                    |                                          |                                          |                                              |                                              |
|                                                         |                                                         | Zygmunt I Stary ur. 1 I 1467 zm. 1 IV 1548 | Zygmunt I Stary ur. 1 I 1467 zm. 1 IV 1548 |                                               |                                               |  |  |                                                    |                                                    | Bona Sforza ur. 2 II 1494 zm. 19 XI 1557 | Bona Sforza ur. 2 II 1494 zm. 19 XI 1557 |                                              |                                              |
|                                                         |                                                         |                                            |                                            |                                               |                                               |  |  |                                                    |                                                    |                                          |                                          |                                              |                                              |
|                                                         |                                                         |                                            |                                            |                                               |                                               |  |  |                                                    |                                                    |                                          |                                          |                                              |                                              |
|                                                         |                                                         |                                            |                                            |                                               |                                               |  |  |                                                    |                                                    |                                          |                                          |                                              |                                              |

| 1 Elżbieta Habsburżanka ur. 9 VII 1526 zm. 15 VI 1545 OO 6 V 1543 | 1 Elżbieta Habsburżanka ur. 9 VII 1526 zm. 15 VI 1545 OO 6 V 1543 | 2 Barbara Radziwiłłówna ur. 6 XII 1520 zm. 8 V 1551 OO 28 VII/6 VIII 1547 | 2 Barbara Radziwiłłówna ur. 6 XII 1520 zm. 8 V 1551 OO 28 VII/6 VIII 1547 | Zygmunt II August ur. 1 VIII 1520 zm. 7 VII 1572 | Zygmunt II August ur. 1 VIII 1520 zm. 7 VII 1572 | 3 Katarzyna Habsburżanka ur. 15 IX 1533 zm. 28 II 1572 OO po 30 VII w 1553 | 3 Katarzyna Habsburżanka ur. 15 IX 1533 zm. 28 II 1572 OO po 30 VII w 1553 | 4 Barbara Gizanka ur. ok. 1550 zm. po 1589 OO przed 1571 (konkubinat) | 4 Barbara Gizanka ur. ok. 1550 zm. po 1589 OO przed 1571 (konkubinat) |
|                                                                   |                                                                   |                                                                           |                                                                           |                                                  |                                                  |                                                                            |                                                                            |                                                                       |                                                                       |
|                                                                   | 4                                                                 |                                                                           |                                                                           |                                                  |                                                  |                                                                            |                                                                            |                                                                       |                                                                       |
| Barbara Woroniecka ur. 8 IX 1571 zm. po 5 VI 1615                 |                                                                   |                                                                           |                                                                           |                                                  |                                                  |                                                                            |                                                                            |                                                                       |                                                                       |